# Bert Weedon
Herbert Maurice William 'Bert' Weedon (East Ham, 10 mei 1920 – Beaconsfield (Engeland), 20 april 2012) was een Britse gitarist.

## Biografie
Weedon leidde reeds als tiener bands als de Blue Cumberland Rhythm Boys en Bert Weedon and His Harlem Hotshots. Tijdens de jaren 1930 en 1940 speelde hij in de semi-professionele dixieland-jazzband Harry Gold's Pieces of Eight en verscheen hij ook tijdens de vroege jaren 1940 met de jazzviolist Stéphane Grappelli en de pianist George Shearing. Samen met de klassieke gitarist Julian Bream werkte hij als theatermuzikant voor de productie van het toneelstuk Blood Wedding van Garcia Lorca.
Hij begon zijn carrière in de orkesten van Mantovani en Ted Heath, voordat de BBC hem inhuurde als solist van hun showband. Hij vergezelde Amerikaanse artiesten als Frank Sinatra, Judy Garland en Tony Bennett bij opnamen in Londen. Vanaf 1955 verscheen hij regelmatig in Britse televisieprogramma's als Slater's Bazaar, rond 1960 ook in verschillende tv-kinderprogramma's zoals Small Time, Tuesday Rendezvous en Five O'Clock Club, met Muriel Young, Wally Whyton en Ollie Beak.
Met nummers als Guitar Boogie Shuffle, Apache en Nashville Boogie wist hij zich eind jaren 1950 in de Britse hitlijsten te plaatsen. Zijn beroemde composities uit deze periode zijn onder meer Sorry Robbie (1960), China Doll (1961) en Ginchy (1961). In 1976 was zijn album 22 Golden Guitar Greats een nummer één hit in de lp-hitparade. Hij was de eerste solo-gitarist die dit deed.
Weedons gitaarspel en zijn leerboek Play in a Day hadden een sterke invloed op latere rockgitaristen als Joe Brown, Eric Clapton, Paul McCartney en Brian May. Het boek werd voor het eerst gepubliceerd in 1957 en sindsdien zijn er meer dan een miljoen exemplaren verkocht.

## Overlijden
Bert Weedon overleed in april 2012 op 91-jarige leeftijd.

## Discografie

### Singles
- 1959: Guitar Boogie Shuffle
- 1959: Nashville Boogie
- 1960: Big Beat Boogie
- 1960: Twelfth Street Rag
- 1960: Apache
- 1961: Sorry Robbie
- 1961: Ginchy
- 1961: Mr Guitar
- 1962: Napoli Melody

### Albums
- 1960: King Size Guitar
- 1960: Saturday Club (Kompilation)
- 1961: Honky Tonk Guitar
- 1962: Your Favourite TV and Radio Themes (compilatie)
- 1970: The Romantic Guitar of Bert Weedon
- 1970: Rocking at The Roundhouse
- 1971: Sweet Sounds of Bert Weedon's Guitar
- 1971: Contour Sampler Album (compilatie)
- 1973: Bert Weedon Remembers Jim Reeves
- 1975: The Gentle Guitar of Bert Weedon
- 1975: Bert Weedon Remembers Nat King Cole
- 1976: 22 Golden Guitar Greats
- 1976: Guitar in Gold (Kompilation)
- 1977: 20 Super Guitar Greats
- 1977: Let the Good Times Roll
- 1977: Blue Echoes
- 1977: Honky Tonk „Guitar“ Party
- 1977: Million Selling Guitar Compilation
- 1978: 16 Country Guitar Greats
- 1978: Bert Weedon Plays Nat King Cole Favourites
- 1979: 40 Guitar Greats
- 1980: Heart Strings
- 1981: Love Letters
- 1982: Bert Weedon and His Dancing Guitars
- 1984: Bert Weedon Mr Guitar